# Mosze Kagan
Mosze Kagan (hebr. ‏משה כגן‎) (ur. 1922 w Krzemieńcu, zm. 27 kwietnia 2016 w kibucu Szamir, Izrael) – izraelski malarz pochodzenia polskiego.

## Życiorys
Urodził się jako Mojżesz (Mosze) Kagan. Zaczął malować w młodym wieku, uczył się od malarzy, którzy przyjeżdżali do Krzemieńca malować miasto i okoliczne krajobrazy. Wraz z wybuchem II wojny światowej i zajęciem miasta przez ZSRR sytuacja jego rodziny pogorszyła się i został zmuszony do pomocy w jej utrzymaniu. W 1940 opuścił miasto i wyjechał do Baku w Azerbejdżanie, gdzie zarabiał na życie zarówno malarstwem, jak i pracą technika dentystycznego. Atak nazistowskich Niemiec na Związek Radziecki sprawił, że Mosze Kagan jako tzw. element niebezpieczny został wysiedlony do miasta Krasnopodsk w Turkmenistanie. W 1942 powołując się na polskie pochodzenie próbował wstąpić do organizowanej Armii Andersa i jako żołnierz Wojska Polskiego uciec do Iranu, ale okazało się to nie możliwe. Dopiero powstanie Armii Polskiej umożliwiło mu opuszczenie ZSRR, z wojskiem tym przeszedł cały szlak bojowy, brał udział w walkach o wyzwolenie Polski i opanowanie Niemiec, dotarł do Berlina. Po zakończeniu wojny dowiedział się, że cała jego rodzina zginęła. W 1946 został zwolniony ze służby wojskowej, wstąpił w szeregi Ha-Szomer Ha-Cair i współtworzył żydowski ruch edukacyjny w Polsce. W 1948 zdecydował się na emigrację do Izraela, zamieszkał tam w kibucu Szamir w Górnej Galilei. Założył rodzinę i pracował w kibucu jako pasterz, przez cały ten czas malował. Położenie kibucu, jego krajobraz i rozciągająca się pod nim dolina Hula ukształtowały jego osobisty styl, który znalazł odzwierciedlenie w jego obrazach. W 1967 Kagan zaczął malować stosując tylko czarno-białe barwy, wpływ na to miały wspomnienia z przeszłości, a zainspirował go wybuch wojny sześciodniowej. W 1972 jego 19-letni syn zginął podczas przygotowań do wyprawy w ramach Ha-Szomer Ha-Cair w Nahal Jehuda.

## Twórczość
Mosze Kagan prezentował swoje prace na około 40 wystawach indywidualnych w najlepszych galeriach i muzeach Izraela i zagranicą. Jego prace znajdują się w muzeach, galeriach i kolekcjach prywatnych w Izraelu i zagranicą. Kagan brał również udział w większości wystaw Stowarzyszenia Malarzy i Narodowego Kibbutz Painters Organization w Izraelu i na całym świecie m.in. w Stanach Zjednoczonych, Szwajcarii, Ameryce Południowej, Afryce Południowej, Kanadzie i innych.
Zdobył stypendium Deborah Davidson. Jako pasjonat archeologii założył regionalne muzeum starożytności oraz galerię sztuki w kibucu Szamir.
Pod koniec życia Mosze Kagan zaczął tworzyć mozaiki z małych kolorowych kamieni, które układał ręcznie. Przedstawiały motywy biblijne, rośliny i postacie. Wszystkie prace tworzył w swojej pracowni w kibucu Szamir. 27 kwietnia 2016 roku Mosze Kagan zmarł w wyniku zawału serca i został pochowany na miejscowym cmentarzu.